# Melitaea punicapowelli
Melitaea punicapowelli är en fjärilsart som beskrevs av Charles Oberthür 1915. Melitaea punicapowelli ingår i släktet Melitaea och familjen praktfjärilar. Inga underarter finns listade i Catalogue of Life.